# Ân Sơn
Ân Sơn là một xã thuộc huyện Hoài Ân, tỉnh Bình Định, Việt Nam.
Xã Ân Sơn có diện tích 62,55 km², dân số năm 1999 là 369 người, mật độ dân số đạt 6 người/km².

## Hành chính
Xã Ân Sơn được chia thành 2 thôn: 1, 2 & khu tái định cư Đồng Nhà Mười.